# Le Trust ou les Batailles de l'argent
Le Trust ou les Batailles de l'argent és una pel·lícula muda francesa escrita i dirigida per Louis Feuillade i estrenada el 10 de novembre de 1911.
Aquesta pel·lícula forma part de la sèrie La Vie telle qu'elle est.

## Sinopsi
L'empresari Darbois rep un telegrama del seu enginyer Brémond que l'avisa del seu retorn de l'estranger amb una fórmula secreta per fabricar cautxú artificial. Berwick, un home de negocis tèrbol i maliciós, vol associar-se amb Darbois, però aquest s'hi nega.

## Repartiment
- Renée Carl : Juliette Michaud
- Jean Devalde : Jean Brémond
- Paul Manson : Darbois
- René Navarre : el detectiu Julien Kieffer
- Edmond Bréon